# Flyer
Flyer je zagrebačka pop grupa nastala 1996. godine u Zagrebu.
Članovi su: Petra Kožar (lead vokal), Ivan Dumalovski (gitara), Ivo Dunat (basist), Željko Kožar (bubnjevi) i Mario Kovač (klavijature).

### Glazbena karijera
U srpnju 2003. snimaju demoalbum koji im osigurava pobjedu na festivalu demobendova “IDEMO” u konkurenciji od 50 bendova. Nakon toga odlaze u Zenicu na “Heineken Music Fest” gdje osvajaju 50% nagrada u konkurenciji od preko 100 bendova iz cijele bivše  Jugoslavije.
Također nastupaju na festivalu “Rock Otočec” sa svjetski priznatim bendovima poput grupe Stereo MCs. Isto tako vrijedi spomenuti “Zagreb Open Air Festival” gdje nastupaju stage-do-stagea s odličnom Morcheebom. Grupa je nastupala i u brojnim radio i TV emisijama.
U listopadu 2003. Flyer potpisuje ugovor s izdavačkom kućom Croatia Records. Rezultati višemjesečne suradnje pokazuju se u travnju 2004. kada izlazi prvi singl “Stanica prema suncu” popraćena s video spotom. Pjesma je osvojila vrhove top lista većine Hrvatskih radio i televizijskih stanica. Krajem lipnja 2004. završeno je studijsko snimanje drugog singla “Želim najviše” kao i video spota za istu pjesmu. Uzimajući u obzir povratne informacije s festivala, od glasova publike kao i na radio listama, moglo bi se reci da glazba Flyera ima potencijala da pridobije zahtjevno slušateljstvo. Nakon obrade legendarne pjesme  Josipe Lisac “O jednoj mladosti” na obostrano zadovoljstvo i suradnju, pjesma je bila najemitiranija u svim medijima u  Hrvatskoj 2005. godine.
Na “petak 13.” u svibnju iste godine Flyer izdaje album prvijenac “Epopeja”, na kojemu se nalazi deset autorskih pjesama te vec spomenuta vokalna suradnja s velikom pjevačicom  Josipom Lisac. Paralelno uz album izdaje se i četvrti singl popraćen i s četvrtim spotom “Tko si ti”, koji osvaja vrhove radijskih top lista.
Nastavlja se niz priznanja pa tako Flyer dobiva veliku nagradu “Zlatna Koogla” u kategoriji za najboljeg novog izvodaca 2004. Flyer je također proglašen za “Nadu godine” prema HR TOP 20 sustavu glasovanja, kao i za “Najboljeg novog izvođača”  Otvorenog radija. Peti po redu singl s “Epopeje” jest balada “Tragovi u tragu” za koju je snimljen animirani spot koji je poslan na “Animafest” u  Zagrebu. Spot je režirao mladi redatelj Tino Turk. Modni segment pokriven je suradnjom s mladim modnim dizajnericama modne kuće “Friends design”, čije originalne i unikatne kreacije na svim većim nastupima nose pjevačice Flyera.
Priznati fotograf Damir Hoyka bio je zaslužan za vizualni identitet grupe na prvom albumu. Zbog želje da se postigne originalan i moderan zvuk, započeta je suradnja sa  Samirom Kadribašicem (Jinx, Headoneast) u čijoj se produkciji sprema drugi album koji bi svjetlo dana trebao ugledati u travnju 2007. godine.
Najavni singl drugog albuma pod nazivom “Iluzija” jest pjesma “Sve iza nas”, za koju je snimljen spot u režiji  Tomislava Brdanovića, koji je oborio rekorde emitiranja za 2006. godinu.

## Članovi sastava
Sadašnji članovi
- Petra Kožar (vokal)
- Ivan Dumalovski (gitara)
- Ivo Dunat (basist)
- Željko Kožar (bubnjevi)
- Mario Kovač (klavijature)

## Diskografija

### Studijski albumi
1. Epopeja, Croatia Records, 2005.
2. Iluzija, Croatia Records, 2007.
3. 3, Croatia Records, 2017.

### Singlovi
1. Tragovi u tragu

## Vanjske poveznice
- Flyer - službene stranice